# Ligne Nagao
La ligne Nagao (長尾線, Nagao-sen) est une ligne ferroviaire de la compagnie Kotoden située dans la préfecture de Kagawa au Japon. Elle relie la gare de Kawaramachi à Takamatsu à la gare de Nagao à Sanuki.

## Histoire
La ligne est ouverte le 30 avril 1912 entre Dehare et Nagao. En 1945, la ligne est reliée à la ligne Kotohira à Kawaramachi.

## Caractéristiques

### Ligne
- longueur : 14,6 km
- écartement des voies : 1 435 mm
- électrification : 1 500 Vcc par caténaire
- nombre de voies : voie unique

### Services et interconnexion
A Kawaramachi, les trains continuent sur la ligne Kotohira jusqu'à la gare de Takamatsu-Chikkō.

### Liste des gares
La ligne comporte 16 gares. 
| Numéro | Gare              | Nom japonais | Distance (km) | Correspondances                            | Localisation |
| ------ | ----------------- | ------------ | ------------- | ------------------------------------------ | ------------ |
| N02    | Kawaramachi       | 瓦町         | 0             | Kotoden : Kotohira (interconnexion), Shido | Takamatsu    |
| N03    | Hanazono (ja)     | 花園         | 0,9           |                                            | Takamatsu    |
| N04    | Hayashimichi      | 林道         | 2,7           |                                            | Takamatsu    |
| N05    | Kita-Higashiguchi | 木太東口     | 3,4           |                                            | Takamatsu    |
| N06    | Motoyama          | 元山         | 4,5           |                                            | Takamatsu    |
| N07    | Mizuta            | 水田         | 5,8           |                                            | Takamatsu    |
| N08    | Nishi-Maeda       | 西前田       | 7,2           |                                            | Takamatsu    |
| N09    | Takata            | 高田         | 8,3           |                                            | Takamatsu    |
| N10    | Ikenobe           | 池戸         | 9,6           |                                            | Miki         |
| N11    | Nōgakubumae       | 農学部前     | 10,4          |                                            | Miki         |
| N12    | Hiragi            | 平木         | 10,9          |                                            | Miki         |
| N13    | Gakuen-dōri       | 学園通り     | 11,5          |                                            | Miki         |
| N14    | Shirayama         | 白山         | 12,8          |                                            | Miki         |
| N15    | Ido               | 井戸         | 13,3          |                                            | Miki         |
| N16    | Kumommyō          | 公文明       | 13,9          |                                            | Miki         |
| N17    | Nagao             | 長尾         | 14,6          |                                            | Sanuki       |